# Saint-Privat-d'Allier
Saint-Privat-d'Allier is een gemeente in het Franse departement Haute-Loire (regio Auvergne-Rhône-Alpes) en telt 414 inwoners (1999). De plaats maakt deel uit van het arrondissement Le Puy-en-Velay. Op 1 januari 2017 werd de gemeente Saint-Didier-d'Allier aan Saint-Privat-d'Allier toegevoegd. 

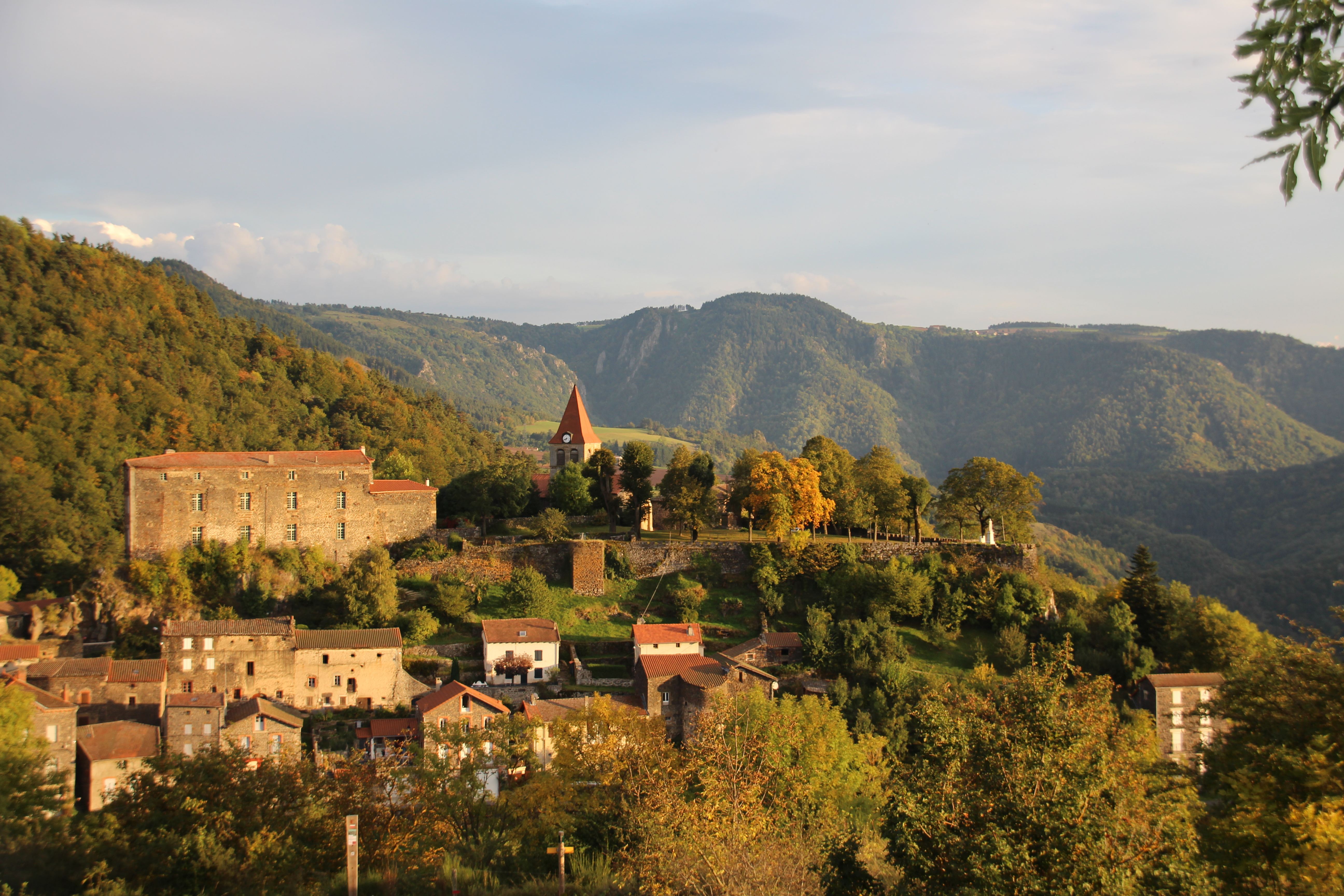
Saint-Privat-d'Allier
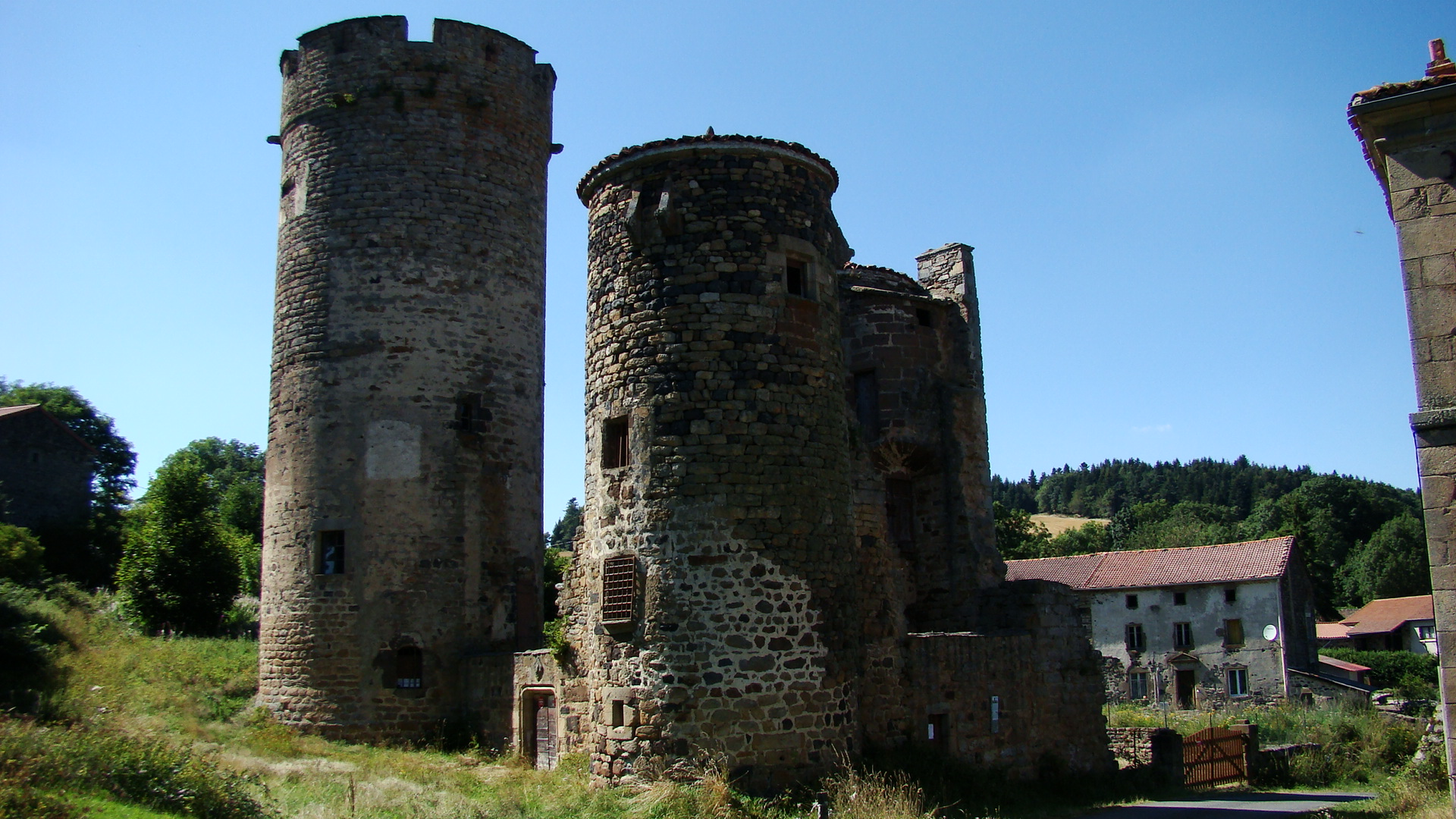
Kastel de Mercoeur, Saint-Privat-d'Allier

## Geografie
De oppervlakte van Saint-Privat-d'Allier bedraagt 30,7 km², de bevolkingsdichtheid is 13,5 inwoners per km².
De onderstaande kaart toont de ligging van Saint-Privat-d'Allier met de belangrijkste infrastructuur en aangrenzende gemeenten.

## Demografie
Onderstaande figuur toont het verloop van het inwonertal (bron: INSEE-tellingen).